# HD 101067
HD 101067，又名CD-47 6997，SAO 222917、HR 4476，是一颗半人馬座的恒星，视星等为5.44，位于銀經290.29，銀緯13.3，其B1900.0坐标为赤經11h 32m 43s，赤緯-47° 13.3′ 39″。